# Front Democràtic Popular de Gambella

Bandera formada per la barreja de les banderes de dos partits; modificada va esdevenir la bandera regional de Gambella

El Front Democràtic Popular de Gambella (Gambela People's Democratic Front GPDF) fou un partit polític d'Etiòpia d'àmbit regional Gambella, multiètnic però de predomini nuer.
Després del conflicte iniciat pel cens del 1994 que va donar majoria als nuers (fins aleshores els anuaks tenien les posicions claus de govern) el Partit d'Alliberament Popular de Gambella/Gambela People's Liberation Party (GPLP) de majoria anuak fou progressivament purgat d'elements radicalment contraris a l'entesa amb els nuers, mentre que aquestos foren encaminats a acceptar una certa preeminència anuak (que havien obtingut una lleu majoria a les eleccions de 1995). El govern federal va haver d'exercir per un temps el govern regional; per intentar posar fi a la disputa entre les dues ètnies, el que quedava de Partit d'Alliberament Popular de Gambella fou forçat a aliar-se amb el Partit Unit Democràtic Popular de Gambella/Gambela People's Democratic Unity Party (GPDUP) (de majoria nuer) per formar el Front Democràtic Popular de Gambella/Gambela People's Democratic Front (GPDF). Els anuaks, que quedaven en minoria, no es van mostrar satisfets i una part es va escindir i va formar el Congrés Democràtic Popular de Gambella/Gambela People's Democratic Congress.
Es va adoptar una bandera amb els colors dels dos partits (que també es van posar d'acord en adoptar per l'estat una modificació d'aquesta mateixa bandera). L'estat regional de Gambella estava dividit en dues zones però no corresponien als sis districtes de majoria anuak i els dos de majoria nuer (en un no eren majoritaris cap dels dos): la zona 1 estava habitada per nuers, anuaks, komos, opos i muntanyencs (amhares, principalment residents a la ciutat de Gambella); a la zona 2 vivien anuaks, majangirs (que tenien un districte o woreda especial) i muntanyencs (agricultors emigrants traslladats a la zona pel Derg durant les fams dels anys setanta i vuitanta); ni aquesta divisió administrativa ni l'entesa entre els dos partits van funcionar. Cada partit va seguir funcionant separadament com a partit ètnic del seu grup i el Front Democràtic Popular de Gambella va actuar com una coalició de govern amb moltes dificultats. El 2001 va morir el vicepresident, càrrec que corresponia a un nuer (la presidència la tenia des de 1991 un anuak); durant un any el càrrec no es va poder cobrir no es van posar d'acord en un candidat; hi havia alguns nuers al Partit d'Alliberament Popular de Gambella però aquest partit era massa anuak per acceptar un candidat seu per part del Partit Unit Democràtic Popular de Gambella encara que fos nuer. Llavors el Partit d'Alliberament Popular de Gambella va afavorir l'establiment d'un partit nuer més col·laborador, La Unió Democràtica Popular de Gambella/Gambella People's Democratic Union GPDU (2002), que va presentar el seu candidat propi; el Partit Unit Democràtic Popular de Gambella va considerar aquest pas una provocació tot i que la balança del poder va restar sense canvis, amb el president d'ètnia anuak, el vicepresident d'ètnia nuer i el secretari regional d'ètnia majangir (la tercera ètnia de la regió en nombre de persones). La tensió era màxima i el 2002 després de diversos incidents sagnats, el govern federal va ordenar la dissolució de tots els partits polítics de la regió i va establir nous partits ètnics organitzats en una coalició que va agafar el nom de Moviment Popular Democràtic de Gambella/Gambella People's Democratic Movement GPDM.